# گروس ۳۳۸۰۰
سیارک ۳۳۸۰۰ (به انگلیسی: 33800 Gross، نامگذاری:1999VB7) سی و سه هزار و هشتصدمین سیارک کشف شده‌است که در ۸ نوامبر ۱۹۹۹ کشف شد.